# 驰鸟科
驰鸟科（学名：Dromornithidae），是目前认为属于加斯顿鸟形目的一个科。该科鸟类通常体型巨大，不会飞行，且皆生活于渐新世至更新世的澳大利亚，目前已经全部灭绝。曾经被认为属于鹤鸵目，但目前一贯认为其属于鸡雁小纲。2024年的一項研究表明，馳鳥科可能屬於雁形目，是叫鴨科的近親。
1. ↑  McInerney, Phoebe L.; Blokland, Jacob C.; Worthy, Trevor H. . Historical Biology. 2024-06-02, 36 (6)  [2024-06-21]. ISSN 0891-2963. doi:10.1080/08912963.2024.2308212. （原始内容存档于2024-06-30） （英语）.